# Miereckie
Miereckie (biał. Мярэцкія, Miareckija; ros. Мерецкие, Mierieckije) – wieś na Białorusi, w obwodzie witebskim, w rejonie głębockim, 7 km na północ od Głębokiego. Wchodzi w skład sielsowietu Udział. Przez wieś biegnie droga R3.
Dawniej używana nazwa – Mereckie.

## Historia
Wieś szlachecka położona była w końcu XVIII wieku w województwie połockim.
Wieś Mereckie była znana w 1744 roku jako miejscowość w parafii w Głębokiem.
W 1870 roku wieś leżała w wołoście Głębokie, w powiecie dziśnieńskim guberni wileńskiej. Wchodziła w skład majątku Litewszczyzna-Peternów należącego do Winczo.
W latach 1921–1945 wieś a następnie kolonia leżała w Polsce, w województwie wileńskim, w powiecie dziśnieńskim, w gminie Głębokie.
Według Powszechnego Spisu Ludności z 1921 roku zamieszkiwały tu 224 osoby, 87 były wyznania prawosławnego, 134 prawosławnego, a 3 mojżeszowego. Jednocześnie 83 mieszkańców zadeklarowało polską, a 141 białoruską przynależność narodową. Było tu 48 budynków mieszkalnych. W 1931 w 53 domach zamieszkiwało 267 osób.
Wierni należeli do parafii rzymskokatolickiej i prawosławnej w Głębokiem. Miejscowość podlegała pod Sąd Grodzki w Głębokiem i Okręgowy w Wilnie; właściwy urząd pocztowy mieścił się w Głębokiem.

## Parafia rzymskokatolicka
Do 2016 r. wieś była siedzibą parafii Najświętszego Imienia Jezusa i św. Marii Magdaleny, w dekanacie głębockim diecezji witebskiej. Obecnie leży na terenie parafii w Głębokiem.